# Dallol (sopka)
Dallol je název skupiny explozivních kráterů, která se nachází v Solné planině v etiopské Danakilské proláklině, severovýchodně od sopky Irta'ale Isat Gamor. Tyto krátery jsou nejníže umístěnými sopečnými útvary na zemském povrchu. Nacházejí se 48 m pod hladinou moře. Krátery jsou poměrně mladé, poslední erupce se odehrála v roce 1926.